# Getto rzymskie

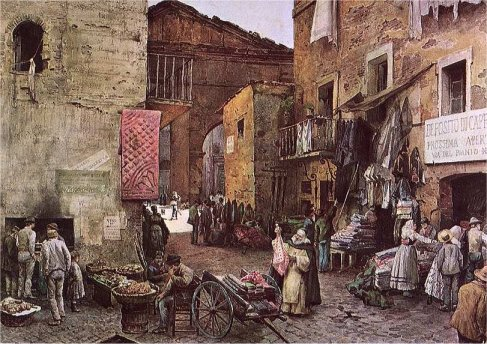
Via Rua, główna ulica getta rzymskiego

Getto rzymskie (wł. Ghetto di Roma) – zamknięta dzielnica żydowska utworzona na terenie dzielnicy Sant’Angelo w Rzymie przez papieża Pawła IV w 1555 roku. Getto istniało z krótkimi przerwami do 1870 roku.

## Historia
W 1555 roku papież Paweł IV wydał bullę Cum nimis absurdam, w której potępił fakt, że Żydzi zamieszkują wśród chrześcijan. W tym samym roku papież wydzielił osobną dzielnicę żydowską w Rzymie. Dzielnicę otoczono murem (jego budowa została sfinansowana przez Żydów ). Bramy getta zamykano na noc. Żydzi mogli wychodzić w ciągu dnia z getta, ale mieli nakaz noszenia żółtej odznaki na ubraniach. Założenie getta miało dwa cele: „ochrona” chrześcijan przed bliskimi kontaktami z Żydami i ochrona Żydów przed przemocą ze strony chrześcijan. 
Żydzi nie mieli prawa wynajmować mieszkania lub prowadzić interesów poza gettem bez pozwolenia kardynała wikariusza . Kupno nieruchomości poza gettem było zakazane . Zamieszkiwanie w getcie oznaczało zakaz pobierania edukacji na uczelni wyższej i zakaz wykonywania zawodów, takich jak zawody architekta czy aptekarza . Mieszkańcy getta byli zobowiązani do opłacania opłat i podatków na rzecz papieża, papież utrzymywał jedynie pomoc społeczną. Żydzi nie mieli również prawa sprawowania żadnych urzędów . W każdą niedzielę musieli wysłuchiwać obowiązkowego kazania księdza katolickiego, które miało na celu nawrócenie ich, kazanie było płatne.
W getcie zamieszkało około 4 000 osób. Większość była biedna, warunki lokalowe w getcie były złe, ze względu na niewielką przestrzeń konieczne było budowanie wąskich ulic i wysokich domów.
Getto rzymskie istniało formalnie do 1870 roku . W tym roku zniknął przymus mieszkania w getcie, wielu mieszkańców wciąż jednak mieszkało na tym terenie do 1943 roku.